# Freya Mavor
Freya Mavor (Glasgow, Escocia, 13 de agosto de 1993) es una actriz y modelo británica. Ha interpretado a Mini McGuinness, en la serie Skins; a Elizabeth de York, en The White Queen, y a Annette, en El emperador de París.[cita requerida]

## Biografía
Es hija del dramaturgo James Mavor (quien dirige el máster de guion en la Universidad Napier). Tiene un hermano mayor llamado Zander Mavor. Su abuelo fue Ronald "Bingo" Mavor, un crítico del periódico escocés The Scotsman y director de Scottish Arts Council y su bisabuelo fue Osborne Henry Mavor alias James Bridie, quien cambió el panorama teatral escocés estableciendo en 1950 un colegio de drama.
Freya nació en Glasgow, pero creció en Inverleith, Edimburgo, también vivió durante un tiempo en La Rochelle (Francia). Habla con fluidez el francés y toca el piano. 
Estudió en el colegio "Eugène Fromentin" en La Rochelle y en "Mary Erskine School" en Edimburgo. 
Es miembro del "National Youth Theatre" desde 2008.

## Carrera
Freya declaró que se interesó en la actuación después de ver El Resplandor de Stanley Kubrick cuando tenía diez años de edad.
Su primera experiencia en la actuación fue durante una obra de la escuela La tempestad de Shakespeare, donde dio vida a Miranda; también apareció en la obra El mercader de Venecia.
En 2005 fue una mezzo-soprano en el "Coro Nacional de Jóvenes" de Escocia.
Fue escogida en el 78.º puesto de la edición británica de las mujeres más atractivas de FHM 100 del mundo en 2012.  
En 2011 hizo su debut profesional, cuando obtuvo el papel principal de Mini McGuinness en la quinta y sexta temporada de la serie de Skins; por su interpretación fue nominada en la categoría de "mejor actriz" en los premios TV Choice en 2012. Inicialmente, Freya había audicionado para el papel de Grace Blood. En julio de 2012, obtuvo el papel de Nicola Ball en la comedia romántica Not Another Happy Ending, de John McKay. En 2013 se unió al elenco de Sunshine on Leith como Liz Henshaw; la película es una adaptación de un musical basado en las canciones de la banda escocesa The Proclaimers. Ese mismo año se unió al elenco principal del drama The White Queen de la BBC, donde interpretó a la princesa Elizabeth de York. También el "Screen International" la nombró como una de las estrellas del Reino Unido del mañana. En 2014 se unió al reparto de la miniserie dramático-histórica de cuatro partes New Worlds, donde interpretó a Beth Fanshawe. En marzo de 2017, se anunció que se había unido al elenco principal de la película Trautmann, donde dará vida a Margaret.

## Modelaje
Freya Mavor fue elegida como la cara de Pringle of Scotland para su campaña de primavera/verano de 2011.
También ganó el Fashion Icon of the Year Award en 2011 en los Premios de la Moda de Escocia.

## Filmografía

### Series de televisión
| Año         | Título          | Personaje         | Notas                   |
| ----------- | --------------- | ----------------- | ----------------------- |
| 2014        | New Worlds      | Beth Fanshawe     | 4 episodios - miniserie |
| 2013        | The White Queen | Elizabeth de York | 3 episodios - miniserie |
| 2011 - 2012 | Skins           | Mini McGuinness   | 18 episodios            |

### Películas
| Año  | Título                                            | Personaje        | Notas                                                                                               |
| ---- | ------------------------------------------------- | ---------------- | --------------------------------------------------------------------------------------------------- |
| 2018 | L'Empereur de Paris                               | Annette          | Junto a Vincent Cassel, Denis Ménochet, Olga Kurylenko, Fabrice Luchini                             |
| 2018 | Dead in a Week: Or Your Money Back                | Ellie            | Junto a Tom Wilkinson, Aneurin Barnard, Christopher Eccleston, Velibor Topic y Gethin Anthony       |
| 2017 | Trautmann                                         | Margaret         | Junto a David Kross                                                                                 |
| 2016 | Modern Life Is Rubbish                            | Natalie          | Junto a Ian Hart, Tom Riley, Jessie Cave, Steven Mackintosh, Sorcha Cusack y Matt Milne             |
| 2016 | The Sense of an Ending                            | Young Veronica   | Junto a Michelle Dockery, Emily Mortimer, Charlotte Rampling, Jim Broadbent y Harriet Walter        |
| 2015 | Virtuoso                                          | Marie            | Junto a Nico Mirallegro, Alex Lawther, François Civil, Conrad Khan, Peter Macdissi y Lindsay Farris |
| 2015 | La dame dans l'auto avec des lunettes et un fusil | Dany Dorémus     | Junto a Benjamin Biolay, François-Dominique Blin, Charles François, Elio Germano y Stacy Martin     |
| 2013 | Sunshine on Leith                                 | Liz              | Junto a Peter Mullan, Antonia Thomas, Jane Horrocks y George MacKay                                 |
| 2013 | Not Another Happy Ending                          | Nicola Ball      | Junto a Karen Gillan, Stanley Weber, Iain De Caestecker, Amy Manson y Kate Dickie                   |
| 2011 | Disco                                             | Joven en la Fila | Corto - junto a Alec Newman y Kelly Price                                                           |

### Teatro
| Año  | Obra | Personaje | Teatro         |
| ---- | ---- | --------- | -------------- |
| 2013 | Boys | Sophie    | Arcola Theatre |

## Premios y nominaciones
| Año  | Categoría            | Premio               | Película/Serie    | Resultado |
| ---- | -------------------- | -------------------- | ----------------- | --------- |
| 2014 | Best Actress - Film  | BAFTA Scotland Award | Sunshine on Leith | Nominada  |
| 2014 | Best Female Newcomer | Empire Award         | Sunshine on Leith | Nominada  |
| 2012 | Best Actress         | TV Quick Award       | Skins             | Nominada  |